# Ulster Folk and Transport Museum
Das Ulster Folk and Transport Museum liegt in Cultra etwa 11 km östlich der Stadt Belfast in Nordirland. Es besteht aus zwei unterschiedlichen Museen: einem Freilicht- und Volkskundemuseum sowie einem Transportmuseum. Das Freilicht- und Volkskundemuseum beschreibt die Lebensweise und die Traditionen der Bevölkerung von Nordirland, und das Transportmuseum befasst sich mit dem Verkehrswesen zu Lande, zu Wasser und in der Luft. Es ist eine der wichtigsten Touristenattraktionen in Irland und ein früheres Museum des Jahres.

## Geschichte
Aufgrund eines Parlamentsbeschlusses wurde das Museum 1958 gegründet, um Zeugnisse des ländlichen Lebens in einem von Urbanisierung und Industrialisierung geprägten Umfeld zu erhalten. Das Gelände gehörte früher zum Landgut von Sir Robert Kennedy und wurde 1961 erworben, sodass das Museum 1964 eröffnet werden konnte. 1967 schloss es sich mit dem Belfast Transport Museum zusammen. Die Galerien für Schienen- und Straßenfahrzeuge wurden 1993 eröffnet und 1996 erweitert. 1998 wurde das Museum mit dem Ulster Museum und dem Ulster-American Folk Park in die National Museums Northern Ireland integriert.
2019 wurde das Ulster Folk and Transport Museum von rund 172.000 Personen besucht. 2024 betrug die Besucherzahl etwa 87.000 Personen. Stephen Dunne, ein DUP-Abgeordneter der Northern Ireland Assembly, ist enttäuscht darüber, dass die Besucherzahlen in den letzten Jahren zurückgegangen sind. Er schlug vor, um den nach der Covid-Pandemie erforderlichen Wiederanstieg zu beschleunigen, ein neues Veranstaltungsprogramm zu entwickeln, das dazu beitragen könne, Besucher in das Museum zu bringen.
| Jahr     | 2013    | 2014    | 2015    | 2016    | 2017    | 2018    | 2019    | 2020    | 2021    |
| Besucher | 416.028 | 465.512 | 464.762 | 460.028 | 533.153 | 584.723 | 522.388 | (Covid) | 127.451 |

## Das Folk Museum

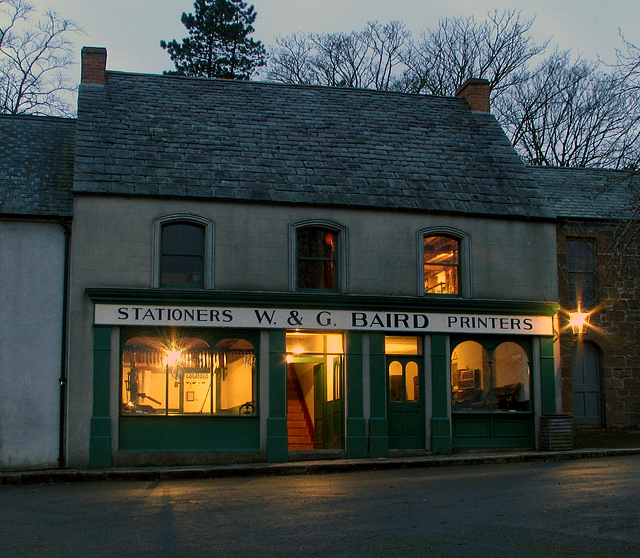
W. & G. Baird Schreibwaren und Druckerei

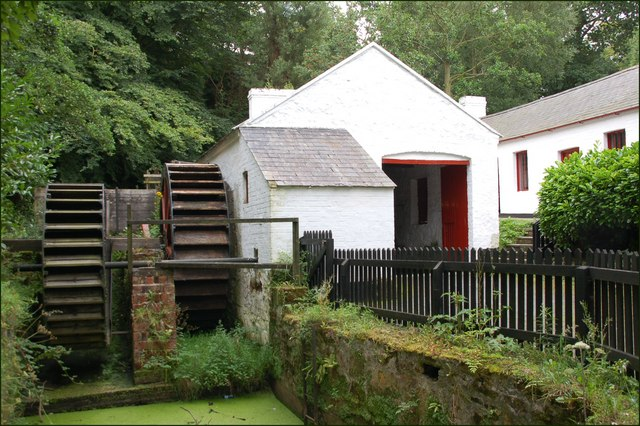
Das Wasserrad, das die auf die Spaten-Herstellung spezialisierte Mühle in Coalisland antrieb

Das Folk Museum umfasst auf einem weitläufigen Gelände mehrere alte Gebäude und Siedlungen, die in verschiedenen Gebieten Irlands abgebaut und im Freilichtmuseum Stein für Stein wieder aufgebaut wurden. Das ländliche Leben des frühen 20. Jahrhunderts wird auf 0,69 km² gezeigt, und die Besucher können durch ein ländliches Gebiet mit Farmen, Cottages, Getreidefeldern und Tieren spazieren und durch eine typische Stadt aus Ulster mit dem frei erfundenen Namen Ballycultra schlendern, in der es Geschäfte, Kirchen, Wohngebäude und einen Tea-Room gibt. Die normalerweise gezeigten Demonstrationen schließen Kochen am offenen Feuer, Drucken, Näharbeiten und traditionelles irisches Handwerk ein.
In den überdachten Galerien gab es bereits mehrere Sonderausstellungen zu den Themen Musik und dem Leben in der Viktorianischen Zeit. Das Museum beherbergt außerdem Irlands Hauptarchiv für Film, Fotografie, Fernsehen und Tondokumente.

## Das Transport Museum

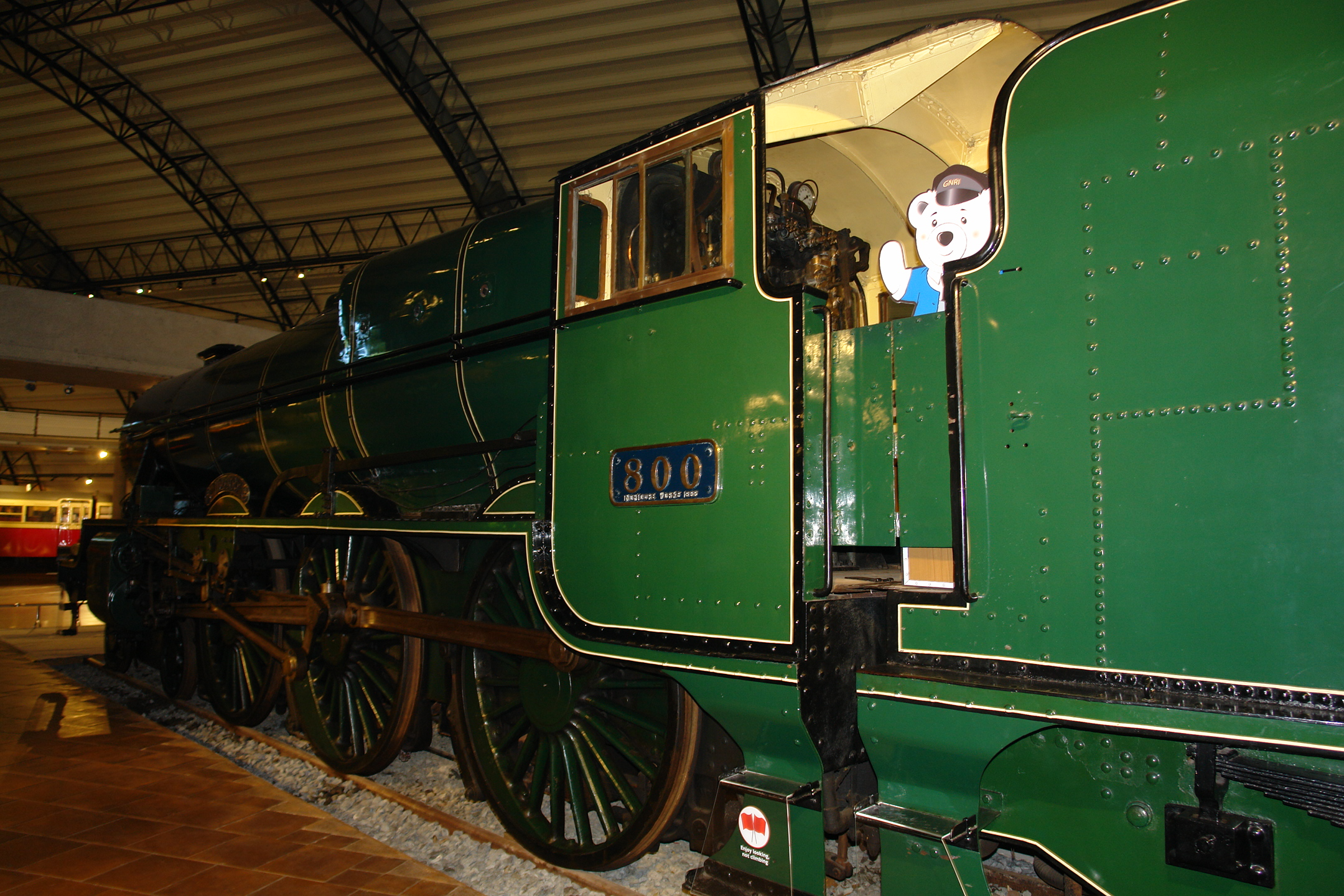
Great Southern Railways Nr. 800 Maeḋḃ

Das Transport Museum hat eine große Sammlung von den Anfängen des irischen Verkehrswesens bis in die heutige Zeit. Es besitzt die größte Sammlung von Schienenfahrzeugen unterschiedlichster Spurweiten in Irland.
Die irische Eisenbahngalerie verdeutlicht die Geschichte von 150 Jahren Schienenverkehr. Eine der Hauptattraktionen ist die Dampflok Nr. 800 Maeḋḃ der Great Southern Railways, eine der drei größten jemals in Irland gebauten Dampflokomotiven.

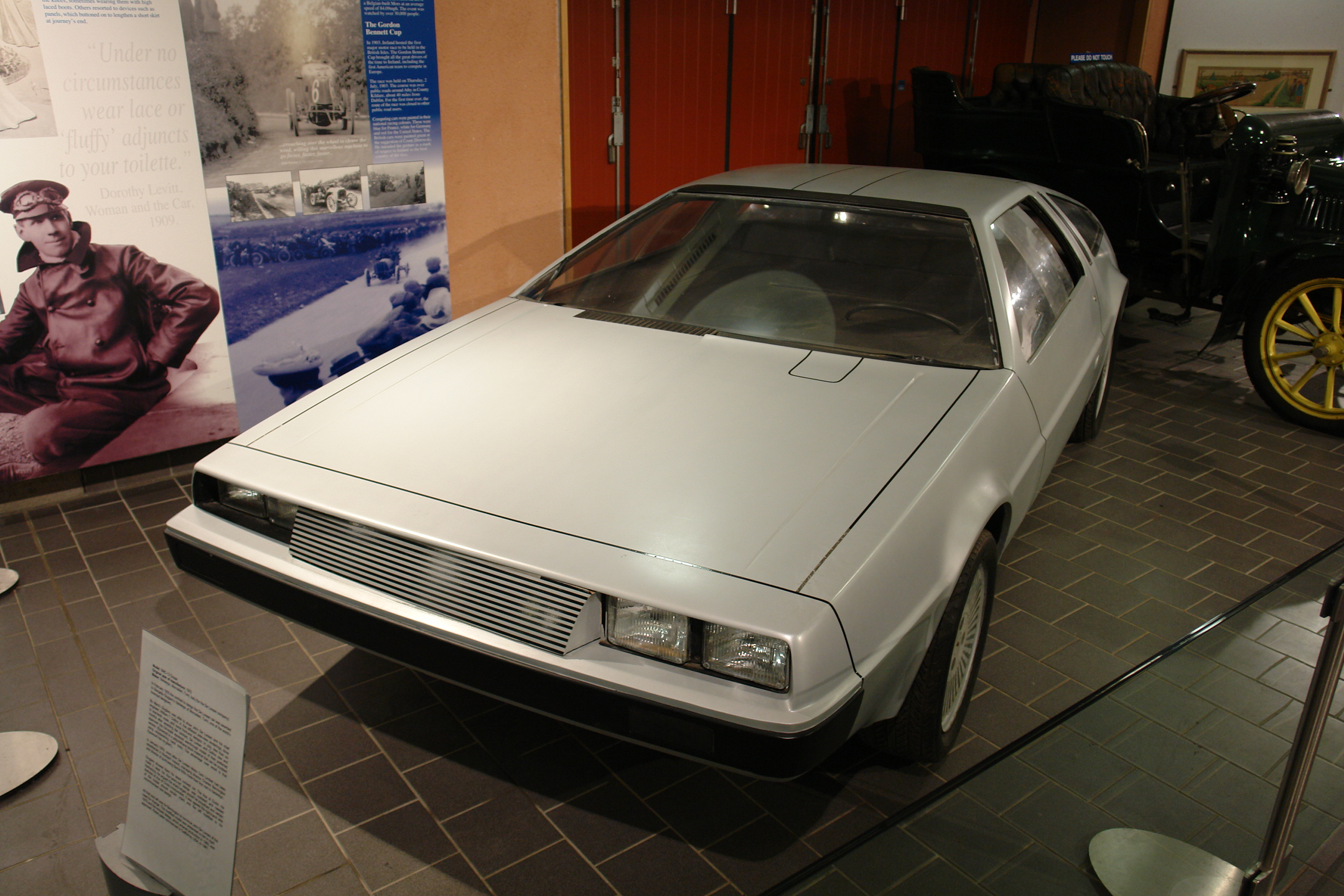
Tonmodell des DMC-12 Coupé von Italdesign, Moncalieri, Turin für die DeLorean Company von 1975

Die neue Straßenverkehrsgalerie zeigt eine große Sammlung von Fahrzeugen wie Autos, Bussen, Feuerwehren und Straßenbahnen sowie Zweirädern. Eins der wichtigsten Ausstellungsstücke ist das Tonmodell des DeLorean-DMC-12-Coupés, das aus der Film-Trilogie Zurück in die Zukunft bekannt ist und von der DeLorean Motor Company in Belfast hergestellt wurde.
Im Museum gibt es unter dem Titel TITANICa eine permanente Titanic-Ausstellung, in der der Bau, die Jungfernfahrt und schließlich der Untergang des bei Harland and Wolff in Belfast gebauten Schiffs dokumentiert werden.

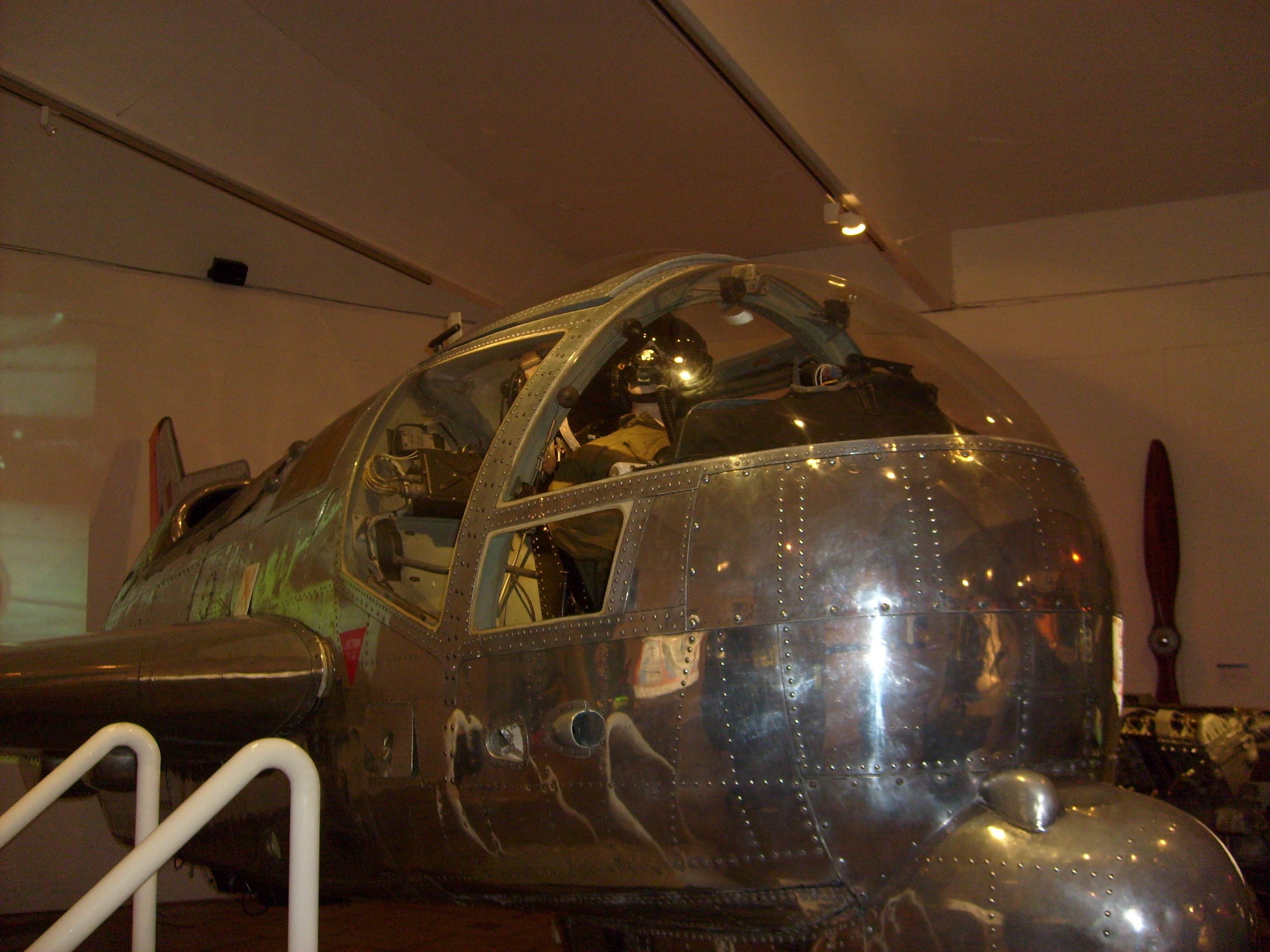
Zweiter Prototyp des Senkrechtstarters Short S.C.1

Eine weitere Ausstellung ist die X2: Flight Experience, die in Zusammenarbeit mit Bombardier Aerospace, der Muttergesellschaft der in Belfast ansässigen Short Brothers zusammengestellt wurde. Sie zeigt unter anderem den zweiten Prototyp des VTOL-Flugzeugs Short S.C.1. Dieses Exemplar mit der RAF-Seriennummer XG905 stürzte 1963 ab, wobei sein Pilot ums Leben kam. Es konnte aber repariert und wieder zum Fliegen gebracht werden und wurde schließlich im Museum der Nachwelt erhalten.
Weitere Attraktionen auf dem Gelände sind eine Garten-Modelleisenbahn der Model Engineers Society of Northern Ireland, der 120 t schwere Stahl-Schoner Result, Stanley Woods Memorabilia, ein Fahrzeug von Rex McCandless und ein früher Formel-1-Rennwagen sowie ein von Archibald Springer in Comber, County Down erfundener Pogo Stick.

## Eisenbahn- und Straßenbahnfahrzeuge
| Nummer | Typ                                      | Baujahr | Foto          | Ursprünglicher Betreiber | Spurweite               | Bemerkungen |
| ------ | ---------------------------------------- | ------- | ------------- | --- | ----------------------- | --- |
| 48     | Zweiachsiger Dritte-Klasse-Wagen         | 1838    |               | DKR | 5 Fuß 3 Zoll (1600 mm)  | Gebaut mit 4 Fuß 8½ Zoll (1435 mm) Spurweite, 1856 auf 5 Fuß 3 Zoll (1600 mm) umgespurt. ältester Eisenbahnbestand in Irland. |
| 47     | Dreiachsiger Direktor-Salonwagen         | 1844    |               | MGWR | 5 Fuß 3 Zoll (1600 mm)  | William Dargans privater Salonwagen. |
| 1      | Drehgestellwagen mehrerer Klassen        | 1882    |               | CDRJC | 3 Fuß (914 mm)          | Wurde bei Bedarf als Direktor-Salonwagen eingesetzt. |
| 2      | Zweiachsiger Bankwagen                   | 1882    |               | Guinness | 3 Fuß (914 mm)          | 1 von 4 Wagen für Brauereitouren. Von 1 Fuß 10 Zoll (559 mm) auf 3 Fuß (914 mm) umgespurt. Wird renoviert. Nicht ausgestellt. |
| 3      | Zweiachsiger Bankwagen                   | 1882    |               | Guinness | 3 Fuß (914 mm)          | 1 von 4 Wagen für Brauereitouren. Von 1 Fuß 10 Zoll (559 mm) auf 3 Fuß (914 mm) umgespurt. |
| 381    | Pferdestraßenbahn                        | 1883    |               | GNR | 5 Fuß 3 Zoll (1600 mm)  | Fintona Tram. |
| 2      | 0-4-0T Dampf-Tram                        | 1883    |               | Portstewart Tramway | 3 Fuß (914 mm)          | Vertikaler Kessel |
| 2      | Elektrische Straßenbahn                  | 1883    |               | GCT | 3 Fuß (914 mm)          | |
| 5      | Elektrische Straßenbahn                  | 1883    |               | GCT | 3 Fuß (914 mm)          | |
| 4      | Dreiachsiger Wagen mehrerer Klassen      | 1884    |               | CVBT | 3 Fuß (914 mm)          | |
| 2      | Elektrische Straßenbahn                  | 1885    |               | BNT | 3 Fuß (914 mm)          | |
| 118    | Pferdestraßenbahn                        | 1885    |               | Belfast Street Tramways Co | 4 Fuß 8½ Zoll (1435 mm) | [ 14 ] |
| 2      | 0-4-0T Dampflok                          | 1887    |               | CLR | 3 Fuß (914 mm)          | Name: Kathleen |
| 5      | Drehgestellwagen mehrerer Klassen        | 1887    |               | CLR | 3 Fuß (914 mm)          | |
| 1      | 0-6-0T Dampflok                          | 1891    |               | LPHC | 5 Fuß 3 Zoll (1600 mm)  | |
| 93     | 2-4-2T Dampflok                          | 1895    |               | GNR | 5 Fuß 3 Zoll (1600 mm)  | Name: Sutton |
| 30     | 4-4-2T Dampflok                          | 1901    |               | BCDR | 5 Fuß 3 Zoll (1600 mm)  | Die letzte erhaltene BCDR-Lok. |
| 4      | Elektrische Straßenbahn                  | 1901    |               | GNR | 5 Fuß 3 Zoll (1600 mm)  | Howth Tram. |
| 249    | Elektrische Straßenbahn                  | 1905    |               | BCT | 4 Fuß 9 Zoll (1448 mm)  | [ 14 ] |
| 20     | 0-4-0T Dampflok                          | 1905    |               | Guinness | 1 Fuß 10 Zoll (559 mm)  | 1882 hat Samuel Geoghegan, der junge Chefingenieur der Guinness-Brauerei eine Leichtbau-Dampflok erfunden und patentiert, bei der alle beweglichen Teile fern vom schmutzigen Boden liefen, und in ein 6 Fuß (1,8 m) hohes Lichtraumprofil passte. |
|        | Modell eines Haulage Wagon               |         |               | Guinness | 5 Fuß 3 Zoll (1600 mm)  | Samuel Geoghegan erfand auch einen Adapterwagen, durch den seine patentierten Loks auf Breitspur-Gleisen fahren konnten. |
| 1      | Benzin-Schienenbus                       | 1905    |               | CDRJC | 3 Fuß (914 mm)          | Spitzname: The Pup. |
| 2      | 0-4-0T Dampflok                          | 1906    |               | Larne Aluminium Works | 3 Fuß (914 mm)          | |
| 1      | dreiachsiger Wagen verschiedener Klassen | 1909    |               | DNGR | 5 Fuß 3 Zoll (1600 mm)  | Letztes erhaltenes DNGR-Fahrzeug. |
| 2      | 2-6-4T Dampflok                          | 1912    |               | CDRJC | 3 Fuß (914 mm)          | Name: Blanche |
| 246    | Zweiachsige Benzinmechanische Lok        | 1916    |               | War Department, später an Carnuff Quarry of Howden Brothers in Larne verkauft und dann bei der Collin Glen Ziegelei in Belfast eingesetzt.                                                                                 | 2 Fuß (610 mm)          | Dies war eine von 40 speziellen Simplex-Benzinloks, die 1916 vom War Department bei der Rail & Tram Car Company in Bedford als Heeresfeldbahn bestellt wurden. Insgesamt lieferte die Rail & Tram Car Company 820 Loks an das War Department. |
| 74     | 4-4-0 Dampflok                           | 1924    |               | NCC | 5 Fuß 3 Zoll (1600 mm)  | Name: Dunluce Castle |
| E      | Schienenbus                              | 1928    |               | GNR | 5 Fuß 3 Zoll (1600 mm)  | |
| 3      | Wagen                                    | 1926    |               | CDRJC | 3 Fuß (914 mm)          | Ein DBST-Schienenbus mit anfänglich 5 Fuß 3 Zoll (1600 mm) Spurweite, der von der CDRJC erworben und auf 3 Fuß (914 mm) umgespurt wurde. |
| 11     | Diesellok                                | 1928    |               | CDRJC | 3 Fuß (914 mm)          | 1929 beschaffte sich die Clogher Valley Railway diese Lok von Atkinson-Walker versuchsweise als Dampflok mit vertikalem Kessel. Sie war so ineffektiv, dass sie, ohne Atkinson-Walker zu bezahlen, an die County Donegal Railways abgegeben wurde. Diese bauten einen Gardner-Dieselmotor ein, nannten sie Phœnix und verwendeten sie auf über 322.000 km für leichte Güterzüge und als Rangierlok. |
| 357    | Elektrische Straßenbahn                  | 1930    |               | BCT | 4 Fuß 9 Zoll (1448 mm)  | [ 14 ] |
| 10     | Diesel-Schienenbus                       | 1932    |               | CDRJC | 3 Fuß (914 mm)          | Der erste Drehgestell-Schienenbus in Irland. 1932 von der Clogher Valley Railway als CVR-Schienenbus Nr. 1 von Walkers in Wigan bestellt. Um Kosten zu sparen, lieferte CVR ein gebrauchtes hinteres Drehgestell. |
| 800    | 4-6-0 Dampflok                           | 1939    | 4-6-0 GSR 800 | GSR | 5 Fuß 3 Zoll (1600 mm)  | Leistungsstärkste Dampflok, die je für eine irische Eisenbahn gebaut wurde. Name: Maeve. |
| 3127   | Zweiachsige Dieselmechanische Lok        | 1943    |               | Admiralty Railway, Lisahally, Lough Foyle | 2 Fuß (610 mm)          | Die Pier-Eisenbahn wurde 1942 gebaut und die Lok 1943 geliefert. Während des Zweiten Weltkrieges zog sie den geschlossenen Güterwagen vom Lager an Land zu den Schiffen am Ende der Pier. |
|        | Zweiachsige Dieselmechanische Lok        | 1944    |               | | 2 Fuß (610 mm)          | |
|        | Zweiachsige Dieselmechanische Lok        | 1946    |               | Northern Sand & Brick Company. 1955 an das Ackerbauministerium verkauft, um die Black Braes Embankment Seebefestigung bei Loch Foyle zu bauen. Später an Co. Antrim für das neue Kraftwerk bei Ballyumford weiterverkauft. | 2 Fuß (610 mm)          | Die Motor Rail Company in Bedford baute diese Simplex-Lok für die Royal Dublin Show von 1946. Die Northern Sand & Brick Company kaufte sie später für die Ziegelei in Toome, wo sie bis 1955 eingesetzt wurde. |
| 35     | Zweiachsige Dieselmechanische Lok        | 1950    |               | Guinness | 2 Fuß (610 mm)          | Eine von 12 Planet-Dieselloks von F. C. Hibberd für Guinness. Sie zog bis 1975 Kipploren für Malz, ausgelaugtes Getreide, Kohle und Asche sowie Flachwagen für Bierfässer. |
| B113   | BoBo Diesel                              | 1950    |               | CIÉ | 5 Fuß 3 Zoll (1600 mm)  | |
| 102    | BoBo Diesel                              | 1970    |               | NIR | 5 Fuß 3 Zoll (1600 mm)  | |
|        | Schienenfahrrad                          |         |               | NCC | 5 Fuß 3 Zoll (1600 mm)  | |
| 23642  | Bremserwagen                             |         |               | CIÉ | 5 Fuß 3 Zoll (1600 mm)  | |
| 706    | Güterwagen                               |         |               | GSWR | 5 Fuß 3 Zoll (1600 mm)  | |
| 136    | Offener Güterwagen                       |         |               | CDRJC | 3 Fuß (914 mm)          | |
|        | Güterwagen                               |         |               | | 2 Fuß (610 mm)          | |
|        | Zweiachsige Bergbau-Loren                |         |               | |                         | |